# Meyers Blitz-Lexikon
Meyers Blitz-Lexikon ist ein sehr kompaktes einbändiges Nachschlagewerk, das in mehreren Auflagen zwischen etwa 1928 und 1940 erschien. Der Name bezieht sich auf das Bedürfnis nach sehr rascher („Blitz-“)Information.
Es erschien begleitend zur 7. Auflage von Meyers Lexikon (1924–1935).

## Stil
Das vom Bibliographischen Institut herausgegebene Lexikon enthält Worterklärungen, die jeweils meist nur 1–2 Zeilen umfassen. 
Durch die Beschränkung der Worterklärungen auf wenige Stichworte und intensiven Gebrauch von Abkürzungen fanden auf einer Seite eine große Zahl von Einträgen Platz. Selbst umfangreiche Themen wurden in der Regel mit nur wenigen Sätzen erklärt. So war es möglich, trotz 8 Karten, 2.481 Abbildungen im Text und 71 teils mehrfarbigen Tafeln, auf 759 Seiten ein Lexikon mit über 45.000 Einträgen zu erstellen.
Beispiele:
- Blitz ↑ Gewitter. B.ableiter, geerdete Metallstangen, die elektr. Ladungen (nach Erde) ausgleichen.

- Enzyklopädie, Gesamtwissenskunde, z. B. die von Diderot u. d’Alembert 1751–72 hrsg. (Mitarbeiter: Enzyklopädisten).

- Lexikon, Wörterbuch; ↑ Konversationslexikon.